# Pelargonium chelidonium
Pelargonium chelidonium är en näveväxtart som först beskrevs av Maarten Willem Houttuyn, och fick sitt nu gällande namn av Dc.. Pelargonium chelidonium ingår i släktet pelargoner, och familjen näveväxter. Inga underarter finns listade i Catalogue of Life.